# Pseudomicrocentria
Pseudomicrocentria is een geslacht van spinnen uit de familie hangmatspinnen (Linyphiidae).

## Soorten
De volgende soorten zijn bij het geslacht ingedeeld:
- Pseudomicrocentria minutissima Miller, 1970
- Pseudomicrocentria simplex Locket, 1982